# Římskokatolická farnost Hlavňovice
Římskokatolická farnost Hlavňovice je územním společenstvím římských katolíků v rámci sušicko-nepomuckého vikariátu českobudějovické diecéze.

## O farnosti

### Historie
Roku 1785 byla v Hlavňovicích zřízena lokálie. Roku 1857 byla povýšena na samostatnou farnost.

### Současnost
Farnost je administrována ex currendo ze Velhartic.
| Kostel                      | Místo      | Bohoslužba | Bohoslužba | Poznámka     |
| --------------------------- | ---------- | ---------- | ---------- | ------------ |
| Kostel sv. Jana Nepomuckého | Hlavňovice | neděle     | 9.30       | farní kostel |